# اریک کانتونا
اریک دانیل پیر کانتونا (به فرانسوی: Éric Daniel Pierre Cantona) (زادهٔ ۲۴ مهٔ ۱۹۶۶، پاریس) فوتبالیست، بازیگر و کارگردان اهل فرانسه است. وی از اسطوره‌های فوتبال جهان و باشگاه منچستر یونایتد به‌شمار می‌آید و به وی لقب پادشاه (کینگ) داده شده‌است. کانتونا در فصل ۱۹۹۳ نامزد کسب جایزه توپ طلا گردید و در سال ۲۰۲۱ به تالار مشاهیر پریمیرلیگ افزوده شد.

## زندگی
اریک کانتونا فوتبال حرفه‌ای خود را خیلی سریع آغاز کرد، او در سن ۱۷ سالگی به باشگاه اوسر پیوست. وی مدت دو سال را در این باشگاه سپری نمود و پس از آن به باشگاه مارتی گوئس پیوست. او پس از بازی خوب در این دو باشگاه به تیم ملی زیر ۲۱ سال فرانسه دعوت شد او در آن سال توانست جام اروپا زیر ۲۱ سال را دریافت کند. این اولین افتخار ملی او بود. او پس از این قهرمانی به باشگاه المپیک مارسی پیوست، پس از این باشگاه در باشگاه‌های جیرونیز بوردو و مون پلیه بازی کرد. او در این باشگاه‌ها همبازیان حرفه‌ای و با تجربه‌ای هم همانند کارلوس والدراما کلمبیایی و لوران بلان داشت.
او در سال۱۹۹۲از باشگاه لیدز یونایتد پیشنهاد همکاری دریافت کرد. وی مدت زیادی در باشگاه لیدز نماند و در ترانسفر نیم فصل به باشگاه بزرگ منچستر یونایتد منتقل شد و مبلغ قرار داد وی ۱٫۲ میلیون پوند بود. منچستر توانست در جام حذفی انگلستان در سال ۱۹۹۴ با ۴گل که۲گل آن را اریک کانتونا زده بود چلسی را ببرد. او درسال۱۹۹۵ یک گل زیبا هم به ثمر رساند این گل با یک حرکت زیبا به تیم کریستال پالاس زده شد. فرگوسن دربارهٔ این بازیکن ماندگار گفته بود این بازیکن کلیدی ای است برای من و او رااز دست نخواهم داد.
در سال ۱۹۹۷ اریک کانتونا، رایان گیگز، دیوید بکهام، گری نویل و پل اسکولز با هم دایرهٔ خطرناکی برای حریف ساخته بودند. اریک کانتونا در ۱۸۱ بازی ای که برای منچستر انجام داد ۸۰ گل به ثمر رسانده‌است. بالا دادن یقه پیراهن منچستریونایتد از ویژگی‌های ظاهری منحصربه‌فرد او بود به‌طوری که سال‌ها بعد ریو فردیناند درباره او گفت:
تنها یک نفر است که حق دارد یقه اش را بالا بزند و او هم اریک کانتوناست.
او پس از خداحافظی از فوتبال مدتی هم سرمربی جوانان منچستر بود اما آن را رها کرد و به کارهای تلویزیونی پرداخت.

## موفقیت‌ها
اولین بازی او برای تیم منچستر یونایتد در برابر بنفیکا بود. این بازی دوستانه برای پنجاهمین سال تولد اوزه بیو برگزار شده بود.
اولین بازی رسمی او برای شیاطین سرخ در دسامبر سال ۱۹۹۲ در برابر منچستر سیتی بود. او در نیمه دوم وارد میدان شد.
او در سال ۱۹۹۴ به عنوان بهترین بازیکن فرانسه معرفی شد. همچنین در سال ۲۰۰۰ به عنوان بهترین بازیکن تمام ادوار منچستر یونایتد معرفی گردید.

## سوابق حرفه‌ای

### رده باشگاهی
| فصل                  | باشگاه                   | رده                  | لیگ        | لیگ | جام                    | جام                    | جام اتحادیه                  | جام اتحادیه                  | قاره‌ای     | قاره‌ای | دیگر       | دیگر      | مجموع      | مجموع |
| فصل                  | باشگاه                   | رده                  | تعداد بازی | گل  | تعداد بازی             | گل                     | تعداد بازی                   | گل                           | تعداد بازی | گل     | تعداد بازی | گل        | تعداد بازی | گل    |
| فرانسه               | فرانسه                   | فرانسه               | لیگ        | لیگ | جام حذفی فوتبال فرانسه | جام حذفی فوتبال فرانسه | جام اتحادیه باشگاه‌های فرانسه | جام اتحادیه باشگاه‌های فرانسه | یوفا       | یوفا   | دیگر       | دیگر      | مجموع      | مجموع |
| -------------------- | ------------------------ | -------------------- | ---------- | --- | ---------------------- | ---------------------- | ---------------------------- | ---------------------------- | ---------- | ------ | ---------- | --------- | ---------- | ----- |
| ۱۹۸۳–۸۴              | اوسر                     | لوشامپیونه           | ۲          | ۰   | ۰                      | ۰                      | –                            | –                            | –          | –      | –          | –         | ۲          | ۰     |
| ۱۹۸۴–۸۵              | اوسر                     | لوشامپیونه           | ۵          | ۲   | ۰                      | ۰                      | –                            | –                            | ۰          | ۰      | –          | –         | ۵          | ۲     |
| ۱۹۸۵–۸۶              | اوسر                     | لوشامپیونه           | ۷          | ۰   | ۰                      | ۰                      | –                            | –                            | ۱          | ۰      | –          | –         | ۸          | ۰     |
| ۱۹۸۵–۸۶              | مارتی گوئس               | لیگ ۲                | ۱۵         | ۴   | ۰                      | ۰                      | –                            | –                            | –          | –      | –          | –         | ۱۵         | ۴     |
| ۱۹۸۶–۸۷              | اوسر                     | لوشامپیونه           | ۳۶         | ۱۳  | ۴                      | ۴                      | –                            | –                            | –          | –      | –          | –         | ۴۰         | ۱۷    |
| ۱۹۸۷–۸۸              | اوسر                     | لوشامپیونه           | ۳۲         | ۸   | ۵                      | ۱                      | –                            | –                            | ۲          | ۱      | –          | –         | ۳۹         | ۱۰    |
| ۱۹۸۸–۸۹              | مارسی                    | لوشامپیونه           | ۲۲         | ۵   | ۰                      | ۰                      | –                            | –                            | –          | –      | –          | –         | ۲۲         | ۵     |
| ۱۹۸۸–۸۹              | بوردو                    | لوشامپیونه           | ۱۱         | ۶   | ۱                      | ۰                      | –                            | –                            | ۰          | ۰      | –          | –         | ۱۲         | ۶     |
| ۱۹۸۹–۹۰              | مون‌پلیه                  | لوشامپیونه           | ۳۳         | ۱۰  | ۶                      | ۴                      | –                            | –                            | –          | –      | –          | –         | ۳۹         | ۱۴    |
| ۱۹۹۰–۹۱              | مارسی                    | لوشامپیونه           | ۱۸         | ۸   | ۰                      | ۰                      | –                            | –                            | ۳          | ۱      | –          | –         | ۲۱         | ۹     |
| ۱۹۹۱–۹۲              | باشگاه فوتبال نیم المپیک | لوشامپیونه           | ۱۷         | ۲   | ۰                      | ۰                      | –                            | –                            | –          | –      | –          | –         | ۱۷         | ۲     |
| انگلستان             | انگلستان                 | انگلستان             | لیگ        | لیگ | اف ای کاپ              | اف ای کاپ              | جام اتحادیه                  | جام اتحادیه                  | یوفا       | یوفا   | جام خیریه  | جام خیریه | مجموع      | مجموع |
| ۱۹۹۱–۹۲              | لیدز یونایتد             | دسته یک              | ۱۵         | ۳   | ۰                      | ۰                      | ۰                            | ۰                            | –          | –      | –          | –         | ۱۵         | ۳     |
| ۱۹۹۲–۹۳              | لیدز یونایتد             | لیگ برتر             | ۱۳         | ۶   | ۰                      | ۰                      | ۱                            | ۰                            | ۵          | ۲      | ۱          | ۳         | ۲۰         | ۱۱    |
| ۱۹۹۲–۹۳              | منچستر یونایتد           | لیگ برتر             | ۲۲         | ۹   | ۱                      | ۰                      | ۰                            | ۰                            | ۰          | ۰      | –          | –         | ۲۳         | ۹     |
| ۱۹۹۳–۹۴              | منچستر یونایتد           | لیگ برتر             | ۳۴         | ۱۸  | ۵                      | ۴                      | ۵                            | ۱                            | ۴          | ۲      | ۱          | ۰         | ۴۹         | ۲۵    |
| ۱۹۹۴–۹۵              | منچستر یونایتد           | لیگ برتر             | ۲۱         | ۱۲  | ۱                      | ۱                      | ۰                            | ۰                            | ۲          | ۰      | ۱          | ۱         | ۲۵         | ۱۴    |
| ۱۹۹۵–۹۶              | منچستر یونایتد           | لیگ برتر             | ۳۰         | ۱۴  | ۷                      | ۵                      | ۱                            | ۰                            | ۰          | ۰      | –          | –         | ۳۸         | ۱۹    |
| ۱۹۹۶–۹۷              | منچستر یونایتد           | لیگ برتر             | ۳۶         | ۱۱  | ۳                      | ۰                      | ۰                            | ۰                            | ۱۰         | ۳      | ۱          | ۱         | ۵۰         | ۱۵    |
| مجوع در فرانسه       | مجوع در فرانسه           | مجوع در فرانسه       | ۱۹۸        | ۵۸  | ۱۶                     | ۹                      | —                            | —                            | ۶          | ۲      | —          | —         | ۲۲۰        | ۶۹    |
| مجموع در انگلستان    | مجموع در انگلستان        | مجموع در انگلستان    | ۱۷۱        | ۷۳  | ۱۷                     | ۱۰                     | ۷                            | ۱                            | ۲۱         | ۷      | ۴          | ۵         | ۲۲۰        | ۹۶    |
| مجموع در کل باشگاه‌ها | مجموع در کل باشگاه‌ها     | مجموع در کل باشگاه‌ها | ۳۶۹        | ۱۳۱ | ۳۳                     | ۱۹                     | ۷                            | ۱                            | ۲۷         | ۹      | ۴          | ۵         | ۴۴۰        | ۱۶۵   |

### تیم ملی
| تیم ملی فوتبال فرانسه | تیم ملی فوتبال فرانسه | تیم ملی فوتبال فرانسه |
| سال                   | تعداد بازی            | گل‌ها                  |
| --------------------- | --------------------- | --------------------- |
| ۱۹۸۷                  | ۳                     | ۱                     |
| ۱۹۸۸                  | ۲                     | ۰                     |
| ۱۹۸۹                  | ۴                     | ۳                     |
| ۱۹۹۰                  | ۷                     | ۶                     |
| ۱۹۹۱                  | ۴                     | ۲                     |
| ۱۹۹۲                  | ۹                     | ۲                     |
| ۱۹۹۳                  | ۷                     | ۵                     |
| ۱۹۹۴                  | ۸                     | ۱                     |
| ۱۹۹۵                  | ۱                     | ۰                     |
| مجموع                 | ۴۵                    | ۲۰                    |

## افتخارات

### باشگاهی
المپیک مارسی
- قهرمانی دسته یک: ۱۹۸۸–۸۹، ۱۹۹۰–۹۱

مونپولیه
- جام حذفی فرانسه: ۱۹۸۹–۹۰

لیدز یونایتد
- قهرمان دسته یک انگلستان: ۱۹۹۱–۹۲
- جام خیریه انگلستان: ۱۹۹۲

منچستر یونایتد
- قهرمان لیگ برتر: ۱۹۹۲–۹۳، ۱۹۹۳–۹۴، ۱۹۹۵–۹۶، ۱۹۹۶–۹۷
- جام خیریه انگلستان: ۱۹۹۳، ۱۹۹۴، ۱۹۹۶
- جام حذفی انگلستان: ۱۹۹۳–۹۴، ۱۹۹۵–۹۶

### ملی
زیر ۲۱ ساله‌های فرانسه
- قهرمانی جام زیر ۲۱ ساله‌های ملتهای اروپا: ۱۹۸۸

فوتبال ساحلی فرانسه
- قهرمانی لیگ فوتبال ساحلی اروپا: ۲۰۰۴
- قهرمانی جام جهانی فوتبال ساحلی: ۲۰۰۵

### انفرادی
- مرد سال لیگ دسته یک فرانسه: ۱۹۸۷
- توپ طلای اروپا - سوم: ۱۹۹۳
- آقای پاس گل در لیگ برتر انگلستان: ۱۹۹۲–۹۳، ۱۹۹۶–۹۷
- گل ماه از دید بی‌بی‌سی ورزشی: February 1994, دسامبر ۱۹۹۶
- تیم سال پی‌اف‌ای لیگ برتر انگلستان: ۱۹۹۳–۹۴
- بازیکن سال پی‌اف‌ای: ۱۹۹۳–۹۴
- بازیکن سال لیگ برتر انگلستان از سوی اتحادیه ورزشی نویسان بریتانیا: ۱۹۹۵–۹۶
- بازیکن ماه لیگ برتر انگلستان: مارس ۱۹۹۶
- بهترین بازیکن سال سر مت بازبی: ۱۹۹۳–۹۴، ۱۹۹۵–۹۶
- برترین بازیکن از دید مجله ورزشی اونز موندیال: ۱۹۹۶
- تیم برتر اروپا اسپورت مدیا: ۱۹۹۵–۹۶
- بهترین‌های ده فصل نخست لیگ برتر انگلستان (1992–93 to ۲۰۰۱–۰۲)
  - بهترین مهاجم
  - بهترین بازیکن خارجی
- اولین سالن افتخار فوتبال انگلستان: ۲۰۰۲
- جدول نظرسنجی جوبیلی طلایی یوفا: No. 42
- فیفا ۱۰۰: ۲۰۰۴
- تیم قرن اتحادیه فوتبالیستهای حرفه ایی (۱۹۰۷–۲۰۰۷):
  - تیم قرن ۱۹۹۷–۲۰۰۷
  - بهترین تیم قرن
- یکصد اسطوره لیگ انگلیس
- پای طلایی: ۲۰۱۲